# Rebecca Öhrn
Rebecca Öhrn (18 ottobre 1996) è una fondista svedese.

## Biografia
Attiva in gare FIS dal novembre del 2012, in Coppa del Mondo la Öhrn ha esordito il 29 febbraio 2020 a Lahti (37ª) e ha conquistato il primo podio il giorno successivo nella staffetta disputata nella medesima località (3ª); non ha preso parte a rassegne olimpiche o iridate.

## Palmarès

### Coppa del Mondo
- Miglior piazzamento in classifica generale: 56ª nel 2020
- 1 podio (a squadre):
  - 1 terzo posto